# Sergey Surovikin
Sergei Vladimirovich Surovikin (em russo: Серге́й Влади́мирович Сурови́кин; nascido em 11 de outubro de 1966) é um general do exército e ex-comandante das Forças Aeroespaciais da Rússia. Antes disso, ele esteve encarregado de estabelecer a Diretoria Principal da Polícia Militar, uma nova organização dentro do Exército russo. Surovikin comandou o Distrito Militar Oriental entre 2013 e 2017, e foi apresentado à mídia como comandante do Grupo de Forças na Síria na intervenção militar russa na Guerra Civil Síria.
Ele foi o comandante do Grupo de Exércitos "Sul" das Forças do Exército Russo na invasão russa da Ucrânia em 2022. Em 8 de outubro de 2022, ele se tornou o comandante de todas as forças russas que invadiram a Ucrânia, permanecendo neste cargo até janeiro de 2023.

## Começo da carreira e serviço na Síria
Surovikin nasceu em Novosibirsk em 11 de outubro de 1966. Ele se formou na Escola Superior de Comando Militar de Omsk em 1987.
Se alistou nas forças armadas soviéticas ainda em 1987 e serviu com os Spetsnaz na Guerra Afegã-Soviética.
Durante a tentativa de golpe de Estado na União Soviética em 1991, Surovikin comandou uma unidade que matou três manifestantes anti-golpe, pelos quais foi detido por vários meses, mas não foi condenado. Ele desempenhou um papel importante na criação da Diretoria Principal da Polícia Militar, uma nova organização dentro do exército russo.
Surovikin estudou na Academia Militar M. V. Frunze, se formando em 1995, e chegou a ser condenado a um ano de condicional por venda ilegal de armas. Ele serviu brevemente na Guerra Civil do Tajiquistão.
Em 2002, formou-se na Academia Militar do Estado-Maior russo. Se tornou depois comandante da 4ª Divisão de Rifles Motorizados em Yekaterinburg.
Surovikin comandou o Distrito Militar Oriental entre 2013 e 2017, e em 2017 comandou o grupo de forças russas na Síria. Ele é credenciado por virar a maré da guerra civil síria em favor do presidente sírio Bashar al-Assad, mas também foi acusado de ter sido responsável por ataques a alvos civis e crimes de guerra durante a intervenção russa.

## Invasão russa da Ucrânia
Em junho de 2022, foi revelado que ele se tornou o comandante do Grupo de Exércitos "Sul" das Forças Armadas Russas na ofensiva do sul da Ucrânia. Em 8 de outubro, foi anunciado que ele foi apontado como o novo comandante de todas as forças russas na Ucrânia, sucedendo ao coronel-general Gennady Zhidko.
Durante o período que comandou as tropas russas na Ucrânia, ele ficou conhecido por adotar uma postura mais defensiva, reconhecendo as deficiências das forças armadas russas. Ele autorizou também a retirada de territórios indefensáveis, como a cidade de Kherson que era a única capital regional ucraniana controlada pelo exército russo. Surovikin sempre foi um defensor de bombardeios em larga escala contra infraestrutura civil e crítica ucraniana.
Em 11 de janeiro de 2023, o general Surovikin foi substituído como comandante de todas as forças russas na Ucrânia por Valery Gerasimov.

### Rebelião Wagner
Em maio 2023, foi reportado que Surovikin agia como "representante dos interesses" do grupo mercenário PMC Wagner dentro do Ministério da Defesa da Rússia por anos. De acordo com uma reportagem investigativa da CNN, evidências mostravam Surovikin como um membro oficial de Wagner, com status VIP em 2018, junto com trinta outros militares russos do alto escalão.
Em 24 de junho 2023, durante a Rebelião do Grupo Wagner contra o governo russo, Surovikin apareceu em um vídeo postado no Telegram apelando às forças rebeldes para parar a revolta. Logo após o motim ter sido dispensado, Surovikin desapareceu da vista pública. Alguns relatos sugeriram que ele foi preso a mando do Ministério da Defesa como parte de um "expurgo" de oficiais das forças armadas que não eram considerados 100% leais ao regime de Vladimir Putin. A filha de Surovikin, em uma suposta entrevista a um canal russo do Telegram, afirmou estar em contato com o pai e insistiu que ele não havia sido detido pelas autoridades.

## Sanções

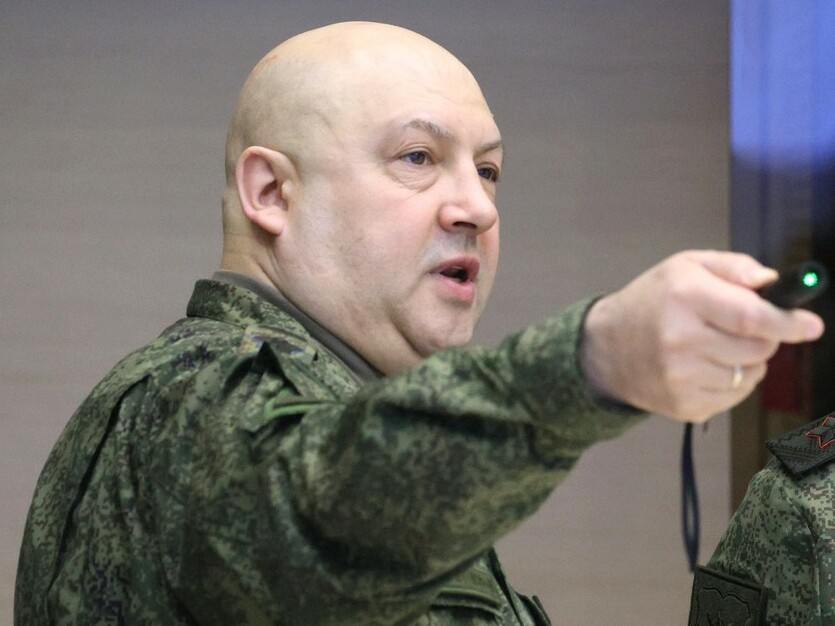
Sergey Surovikin, 2022

Em fevereiro de 2022, Surovikin foi adicionado à lista de sanções da União Europeia por ser "responsável por apoiar e implementar ativamente ações e políticas que minam e ameaçam a integridade territorial, a soberania e a independência da Ucrânia, bem como a estabilidade ou segurança na Ucrânia". 

## Prêmios
Surovikin foi premiado com a Ordem da Estrela Vermelha, a Ordem do Mérito Militar e a Ordem da Coragem três vezes. Ele foi premiado com o Herói da Federação Russa em dezembro de 2017. 